# Laila Soueif

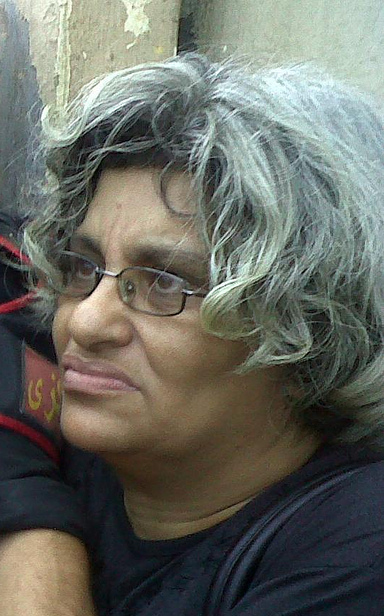
Laila Soueif

Laila Soueif (arabisch ليلى سويف, DMG Lailā Suwaif; * 1. Mai 1956 in London) ist eine ägyptische Menschen- und Frauenrechtsaktivistin, Mathematikerin und Professorin an der Universität Kairo. Al Jazeera bezeichnete sie als „eine ägyptische Revolutionärin“. Sie ist die Witwe des Aktivisten Ahmad Seif el-Islam und ihre drei Kinder sind alle bekannte Aktivisten: Alaa Abd el-Fattah, Mona Seif und Sanaa Seif. Ihre Schwester ist die Schriftstellerin Ahdaf Soueif.

## Leben
Soueif wurde 1956 als Tochter von Eltern geboren, die beide als Universitätsprofessoren tätig waren. Im Jahr 1972, im Alter von 16 Jahren, nahm sie erstmals an politischen Protestaktionen auf dem Tahrir-Platz in Kairo teil. Zwei Stunden später wurde sie dort von ihren Eltern gefunden und nach Hause gebracht. „Daraus lernte ich, dass es einfacher war, dem Staat zu trotzen als meinen Eltern.“
In den 1970er Jahren studierte Soueif Mathematik an der Universität Kairo.

## Karriere
Soueif ist Mathematikprofessorin an der Universität Kairo.
Sie ist Gründerin der Professorenbewegung vom 9. März für die Unabhängigkeit der Universitäten.
Im November 2014 beendeten Soueif und ihre Tochter Mona Seif einen 76-tägigen Hungerstreik, mit dem sie gegen die Inhaftierung ihres Sohnes und Bruders Alaa Abd El-Fattah protestierten. El-Fattah selbst und seine Schwester Sanaa blieben weiterhin in Hungerstreik.

## Privatleben
Soueif lernte ihren zukünftigen Ehemann Ahmad Seif el-Islam Mitte der 1970er Jahre an der Universität Kairo, wo er bereits der „Anführer einer unterirdischen kommunistischen Studentenzelle war, die eine Revolution forderte“, kennen. Er wurde ein linker Menschenrechtsaktivist und Anwalt. Die beiden waren bis zu seinem Tod im Jahr 2014 verheiratet.